# Gebhard-Charles-Ludolf d'Alvensleben
Gebhard-Charles-Ludolf d'Alvensleben (né le 31 août 1798 à Magdebourg et mort le 29 décembre 1867 à Berlin) est un général de cavalerie prussien.

## Biographie

### Origine
Gebhard Karl Ludolf est issu de la famille noble bas-allemande d'Alvensleben. Il est le fils aîné de Gebhard-Jean-Achaz d'Alvensleben (de) (1764-1840), propriétaire du château de Randau (de) et manoir de Woltersdorf (de), et de son épouse Karoline Therese Dorothea, née von Radecke (de) (née le 5 mai 1772 à Brandebourg-sur-la-Havel et morte le 10 janvier 1812 à Woltersdorf).

### Carrière militaire
Dès l'âge de 16 ans, Alvensleben participe, à partir d'avril 1815, aux guerres napoléoniennes en tant que volontaire dans le 5e régiment de cavalerie de Landwehr de la Marche-Électorale ; entre autres aux batailles de Ligny et de Waterloo. Après la fin de la guerre, il est engagé le 13 février 1816 en tant qu'enseigne de porte-enseigne dans le 6e régiment de cuirassiers, où il est promu au rang de sous-lieutenant le 18 août 1818. Au cours de sa carrière militaire, Alvensleben est nommé Rittmeister et chef d'escadron à partir du 15 septembre 1838. À la mi-mars 1845, il est promu major et un an plus tard, il est affecté au commandement général du 4e corps d'armée. Le roi Friedrich Wilhelm IV le nomma le 20 décembre 1846 à son aide de camp d'aile. Le 20 décembre 1846, le roi Frédéric-Guillaume IV le nomme son adjudant d'aile. Dans cette position, Alvensleben devient également commandant de la gendarmerie du Corps (de) le 24 mai 1848. Au cours des années suivantes, il est promu lieutenant-colonel le 26 septembre 1850 et colonel le 2 décembre 1851. Avec sa promotion au grade de major général le 15 octobre 1856, Alvensleben est libéré du commandement de la gendarmerie du corps et, tout en restant dans sa position d'adjudant d'aile, devient général à la suite.
le 23 Juillet 1857, Alvensleben reçoit le poste de commandant de Berlin. En même temps, le 8 août 1857, il est également chargé des affaires de la gendarmerie d'État. En tant que lieutenant général, Alvensleben devient finalement chef de la gendarmerie d'État le 21 avril 1865 et est promu général de cavalerie le 20 septembre 1866.
Alvensleben est enterré le 2 janvier 1868 à Charlottenbourg.

### Honneurs
Alvensleben reçoit de nombreuses récompenses pour ses services. Il est député de la Chambre des seigneurs de Prusse et récipiendaire des ordres et décorations suivants :
- Commandeur de l'ordre de Guelfes le 15. juin 1852
- Commandeur de l'ordre de Léopold le 12 mai 1853
- Commandeur de 1re classe de l'ordre du Lion de Zaeringen le 5. octobre 1854
- Commandeur de 1re classe de l'ordre d'Albert l'Ours le 1er décembre 1854
- Commandeur de l'ordre du Faucon blanc le 14 juin 1856
- Grand Commandeur honoraire de l'Ordre du Mérite du duc Pierre-Frédéric-Louis le 14 juin 1856
- Chevalier de l'ordre de Saint-Jean le 24 juin 1856
- Ordre de Saint-Stanislas de 1re classe le 24 octobre 1857
- Ordre de l'Aigle rouge de 1re classe avec feuilles de chêne le 18 octobre 1861
- Grand-Croix de l'ordre de Frédéric le 3 décembre 1861
- Grand-Croix de l'ordre du Mérite de la Couronne de Bavière le 10 avril 1864
- Ordre russe de Sainte-Anne de 1re classe le 11 juin 1864
- Ordre de la Couronne de Fer le 23 février 1865
- Ordre de la Couronne de 1re classe le 18 avril 1865

### Famille
Le 19 octobre 1823, Alvensleben se marie dans le Brandebourg avec Eugenie Sophie Eleonore Karoline Henriette von Oppell (née le 10 juin 1801 à Empl et morte le 12 novembre 1848 à Charlottenbourg). De leur mariage sont nés deux fils et deux filles ; parmi eux :
- Gebhard-Nicolas (1824-1909), chef forestier
- Gustav Hermann (1827-1905), général de cavalerie prussien
- Nathalie (née le 25 octobre 1830 et morte le 4 février 1906) mariée avec Carl von Treuenfels (de) (né le 7 janvier 1818 et mort le 12 novembre 1894), parents de Carl von Treuenfels (de)